# Haliplus (Liaphlus)

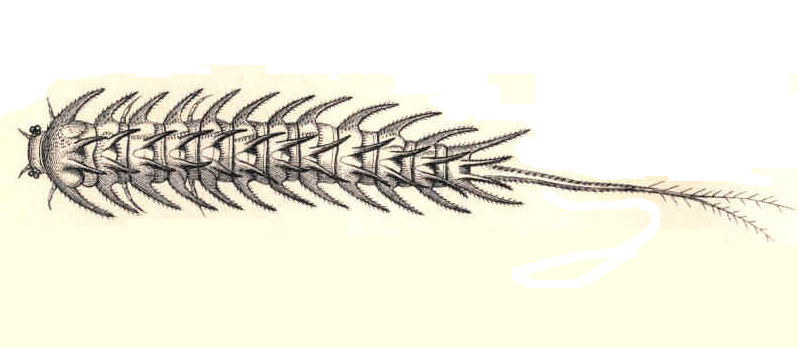
Larwa Haliplus fulvus

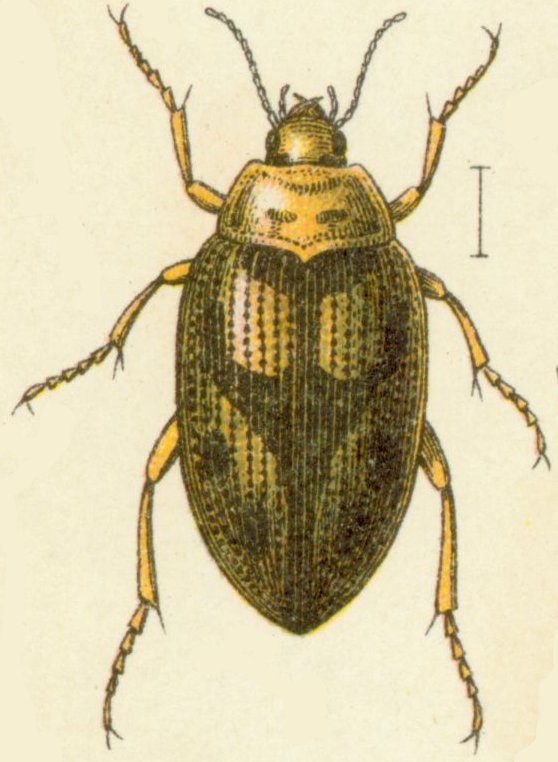
Haliplus laminatus

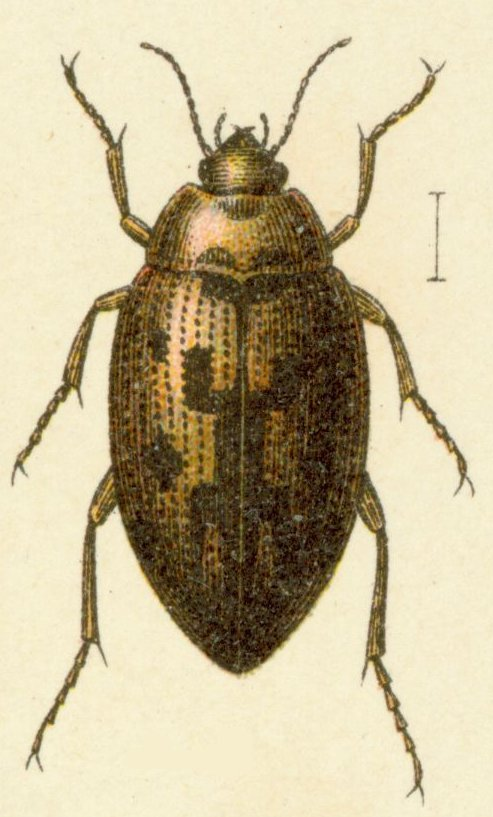
Haliplus variegatus

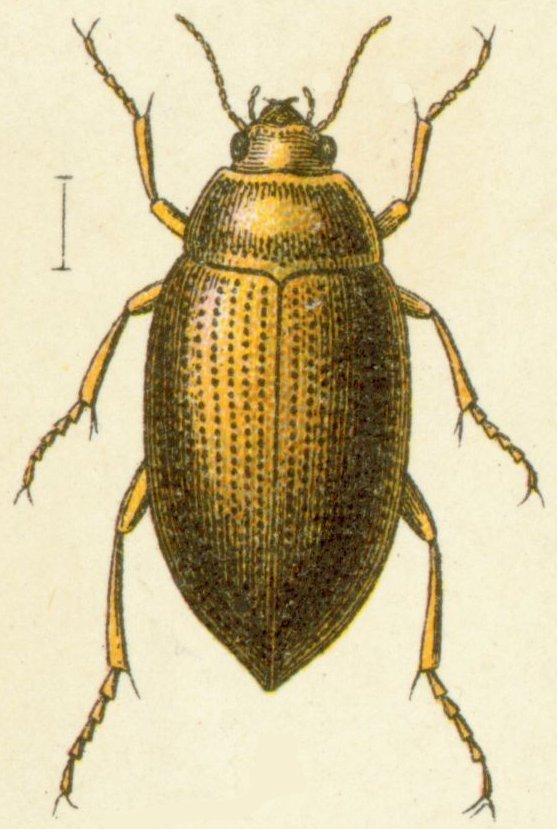
Haliplus mucronatus

Haliplus (Liaphlus) – podrodzaj wodnych chrząszczy z rodziny flisakowatych.

## Taksonomia
Takson opisany został w 1928 roku przez Félixa Guignota. Gatunkiem typowym został Dytiscus fulvus Fabricius, 1801.

## Morfologia

### Owady dorosłe
Ciało od 3 do 4,5 mm długie, mniej lub więcej regularnie owalne. Tylne golenie o powierzchni wewnętrznej wyposażonej w rysę ze szczecinkami. Samice o żuwaczkach zwykle dużych i masywnych, walwach genitalnych zwykle nieregularnie trójkątnych i zrośniętych z krótkimi walwiferami, a walwach odbytowych opatrzonych krótkim i szerokim wyrostkiem.

### Larwy
Żuwaczki o silnie rozwiniętej, szerokiej i długiej części wierzchołkowej. Skrzelotchawki na tergitach języczkowate i wyraźnie odstające, a guzki oddechowe mało liczne. Przydatki odwłokowe słabo rozwinięte.

## Rozprzestrzenienie
W Polsce występują gatunki: H. flavicollis, H. fulvus, H. laminatus i H. variegatus.

## Systematyka
Należą tu gatunki:
- Haliplus abbreviatus Wehncke, 1880
- Haliplus africanus Aubé, 1838
- Haliplus alastairi Watts, 1988
- Haliplus alluaudi Régimbart, 1903
- Haliplus andalusicus Wehncke, 1872
- Haliplus angusi Vondel, 1991
- Haliplus angustifrons Régimbart, 1892
- Haliplus apostolicus Wallis, 1933
- Haliplus arrowi Guignot, 1936
- Haliplus aspilus Guignot, 1957
- Haliplus astrakhanus Vondel, 1991
- Haliplus australis Clark, 1862
- Haliplus bachmanni Vidal, Sarmiento & Grosso, 1970
- Haliplus bonariensis Steinheil, 1869
- Haliplus brasiliensis Zimmermann, 1924
- Haliplus camposi Guignot, 1948
- Haliplus canadensis Wallis, 1933
- Haliplus carinatus Guignot, 1936
- Haliplus chinensis Falkenström, 1932
- Haliplus columbiensis Wallis, 1933
- Haliplus concolor LeConte, 1852
- Haliplus confluentus Roberts, 1913
- Haliplus connexus Matheson, 1912
- Haliplus crassus Chapin, 1930
- Haliplus cribrarius LeConte, 1850
- Haliplus cubensis Chapin, 1930
- Haliplus cylindricus Roberts, 1913
- Haliplus dalmatinus G.Müller, 1900
- Haliplus davidi Vondel, 1991
- Haliplus diopus Guignot, 1955
- Haliplus diruptus J.Balfour-Browne, 1947
- Haliplus discessus Guignot, 1936
- Haliplus ebolovensis Guignot, 1955
- Haliplus excoffieri Vondel, 1991
- Haliplus eximius Clark, 1863
- Haliplus exsecratus Guignot, 1936
- Haliplus ferruginipes Régimbart, 1892
- Haliplus figuratus J.Sahlberg, 1908
- Haliplus flavicollis Sturm, 1834 – flisak żółtoszyi
- Haliplus fulvus (Fabricius, 1801)
- Haliplus fuscipennis Germain, 1855
- Haliplus garambanus Guignot, 1958
- Haliplus gracilis Roberts, 1913
- Haliplus gravidus Aubé, 1838
- Haliplus guttatus Aubé, 1836
- Haliplus havaniensis Wehncke, 1880
- Haliplus holmeni Vondel, 1991
- Haliplus incrassatus Régimbart, 1899
- Haliplus indicus Régimbart, 1899
- Haliplus indistinctus Zimmermann, 1928
- Haliplus insularis Guignot, 1960
- Haliplus javanicus Vondel, 1993
- Haliplus kapuri Vazirani, 1975
- Haliplus kotoshonis Kano & Kamiya, 1931
- Haliplus kulleri Vondel, 1988
- Haliplus laminatus (Schaller, 1783)
- Haliplus lamottei Legros, 1954
- Haliplus latiusculus Nakane, 1985
- Haliplus leechi Wallis, 1933
- Haliplus maculatus Motschulsky, 1860
- Haliplus maculicollis Zimmermann, 1924
- Haliplus maculipennis Schaum, 1864
- Haliplus manipurensis Vazirani, 1966
- Haliplus methneri Zimmermann, 1926
- Haliplus mimulus Guignot, 1956
- Haliplus mucronatus Stephens, 1828
- Haliplus nanus Guignot, 1936
- Haliplus napolovi Vondel, 2003
- Haliplus natalensis Wehncke, 1880
- Haliplus nedungaduensis Vondel, 1993
- Haliplus nitens LeConte, 1850
- Haliplus oblongus Zimmermann, 1921
- Haliplus ornatipennis Zimmermann, 1921
- Haliplus ovalis Sharp, 1884
- Haliplus panamanus Chapin, 1930
- Haliplus perroti Guignot, 1950
- Haliplus peruanus Zimmermann, 1924
- Haliplus philippinus Chapin, 1930
- Haliplus pruthii Vazirani, 1966
- Haliplus pulchellus Clark, 1863
- Haliplus rubidus Perris, 1857
- Haliplus rufescens Régimbart, 1894
- Haliplus salmo Wallis, 1933
- Haliplus samosirensis Vondel, 1993
- Haliplus sharpi Wehncke, 1880
- Haliplus signatipennis Régimbart, 1892
- Haliplus signatus Sharp, 1882
- Haliplus sindus Watts, 1988
- Haliplus solitarius Sharp, 1882
- Haliplus srilankanus Vondel, 1993
- Haliplus stepheni Watts, 1988
- Haliplus testaceus Zimmermann, 1924
- Haliplus testudo Clark, 1862
- Haliplus thoracicus Zimmermann, 1923
- Haliplus timmsi Vondel, 1995
- Haliplus tumidus LeConte, 1880
- Haliplus ungularis Wallis, 1933
- Haliplus uniformis Zimmermann, 1920
- Haliplus valdiviensis Moroni, 1980
- Haliplus vancouverensis Matheson, 1912
- Haliplus varicator Guignot, 1954
- Haliplus variegatus Sturm, 1834
- Haliplus venustus Régimbart, 1894
- Haliplus wattsi Vondel, 1995